# گشن (تربت حیدریه)
گشن (تربت حیدریه)، روستایی از توابع بخش بایک شهرستان تربت حیدریه در استان خراسان رضوی ایران است.

## جمعیت
این روستا در دهستان بایک قرار دارد و براساس سرشماری مرکز آمار ایران در سال ۱۳۸۵، جمعیت آن ۸۸ نفر (۳۱خانوار) بوده‌است.